# Distretto di Mastung
Il distretto di Mastung (in urdu: ضلع مستونگ) è un distretto del Belucistan, in Pakistan, che ha come capoluogo Mastung. Nel 2005 possedeva una popolazione di 180.000 abitanti.